# Équation de conservation
Une équation de conservation, dans diverses disciplines de la physique, est, pour une quantité conservée dans son déplacement, une équation reliant sa variation dans le temps (typiquement la masse, la charge, la quantité de mouvement, l'énergie) à sa variation dans l'espace.

## Établissement de la loi
On peut définir une loi de conservation pour une variable conservative (extensive) {\displaystyle \Phi } (de densité {\displaystyle \phi }) entraînée à la vitesse {\displaystyle {\vec {v}}} en utilisant le théorème de transport de Reynolds sur un domaine de contrôle {\displaystyle V} d'enveloppe {\displaystyle \partial V} sur laquelle on définit la normale sortante {\displaystyle {\vec {n}}}
{\displaystyle {\frac {\mathrm {d} }{\mathrm {d} t}}\int _{V}\phi \ \mathrm {d} V+\int _{\partial V}\phi \,{\vec {v}}\cdot {\vec {n}}\ \mathrm {\mathrm {\mathrm {d} } } A=\int _{V}S\ \mathrm {d} V}
Cette équation de bilan dit que la variation dans le volume de référence (premier terme dans l'équation) est égal à ce qui sort ou ce qui rentre (deuxième terme) plus ce qui est créé ou disparaît dans le volume au travers du terme {\displaystyle S} pris positif dans le cas de la production.
En appliquant le théorème de flux-divergence, le terme surfacique est transformé en un terme volumique :
{\displaystyle {\frac {\mathrm {d} }{\mathrm {d} t}}\int _{V}\phi \ \mathrm {d} V+\int _{V}{\vec {\nabla }}\cdot (\phi \,{\vec {v}})\ \mathrm {d} V=\int _{V}S\ \mathrm {d} V}
et par application de la règle de Leibniz
{\displaystyle \int _{V}{\frac {\partial \phi }{\partial t}}\ \mathrm {d} V+\int _{V}{\vec {\nabla }}\cdot (\phi \,{\vec {v}})\ \mathrm {d} V=\int _{V}S\ \mathrm {d} V\qquad \Rightarrow \qquad \int _{V}\left[{\frac {\partial \phi }{\partial t}}+{\vec {\nabla }}\cdot (\phi \,{\vec {v}})-S\ \right]\mathrm {d} V=0}
Cette expression est valide quel que soit le volume de référence. Elle implique donc que l'intégrande soit nul :
{\displaystyle {\frac {\partial \phi }{\partial t}}+{\vec {\nabla }}\cdot (\phi \,{\vec {v}})=S}
Cette dernière expression constitue l'équation de conservation de {\displaystyle \Phi }.

## En coordonnées lagrangiennes
On peut être amené a écrire l'équation de conservation dans un repère noté {\displaystyle \xi } entraîné à la vitesse {\displaystyle {\vec {v}}}, donc défini par
{\displaystyle {\frac {\partial {\vec {x}}}{\partial t}}={\vec {v}}}
L'accélération de ce système est donné par la dérivée particulaire
{\displaystyle {\frac {\mathrm {D} \phi }{\mathrm {D} t}}\,=\left.{\frac {\partial \phi }{\partial t}}\right|_{\xi }=\left.{\frac {\partial \phi }{\partial t}}\right|_{x}+{\vec {v}}\cdot {\vec {\nabla }}\phi }
En tenant compte de l'expression de la conservation en coordonnées fixes (dites eulériennes) il vient
{\displaystyle {\frac {\mathrm {D} \phi }{\mathrm {D} t}}\,=S-{\vec {\nabla }}\cdot (\phi \,{\vec {v}})+{\vec {v}}\cdot {\vec {\nabla }}\phi =S-\phi {\vec {\nabla }}\cdot {\vec {v}}}
On réécrit cette équation sous une forme analogue à celle utilisée pour un système fixe
{\displaystyle {\frac {\mathrm {D} \phi }{\mathrm {D} t}}+\phi {\vec {\nabla }}\cdot {\vec {v}}=S}